# Тихон Задонски
Тихон Задонски (рус. Тихон Задонский) Епископ Вороњешки 1724 – 1783. био је светитељ и теолог, највећи руски православни верски просветитељ XVIII века.

## Биографија
Рођен је у селу Коротско код Новгорода, Русија.
Дипломирао је на Новгородској Богословији и остао тамо као предавач, најпре грчког, затим реторике и филозофије.
1758. у доби од 34 године, замонашио се и узео име Тихон. 1759. изабран је за архимандрита у Зелтиковом манастиру.
1762. је изабран за викарног епископа у Ладоги, а 1763. за епископа Вороњежа. Тамо је служио седам година. Због слабог здравља у 1767. епископ Тихон, сели се прво у Толсхевск, а 1769. у Задонски манастир, где је живео до своје смрти. Његове мошти се чувају у овом манастиру. Преминуо је 13. августа 1783. године.
Због бројних сведочења о чудесима која су се десила над његовим моштима, 1861. године Руска православна црква канонизовала је Тихона Задонског за светитеља.
Руска православна црква прославља Тихона Задонског 19. јула (1. августа) и 13.(26) августа.
Светом Тихону се посебно узносе молитве код душевних болести: депресија, алкохолизам, лудило, бунцање.
“Сви би хтели да се са Христом прославе и да тријумфују. Мало је, међутим, оних који би хтели да са Христом носе крст, изругивање, понижење, исмевање и да трпе недаће”, својевремено је рекао свети Тихон Задонски.
У Шангају је свети Јован Шангајски својевремено основао чувено сиротиште Светог Тихона Задонског које је удомило чак око 4000 деце.